# Edelton Gloeden
Edelton Gloeden (São Paulo, 19 de junho de 1955) é um violonista brasileiro, professor de violão no Departamento de Música da Escola de Comunicações e Artes da Universidade de São Paulo (ECA/USP) e considerado um dos principais nomes do violão erudito brasileiro.

## Formação
Edelton Gloeden começou seus estudos de violão, em 1966, na Escola Livre de Música, com Roberto Dalla Vecchia. Dando continuidade aos estudos, entre os anos de 1969 e 1974, torna-se aluno de Henrique Pinto, no Instituto Normal de Música, em São Paulo.
Em 1992, graduou-se em Instrumento pela Faculdade Carlos Gomes. No ano de 1996, concluiu mestrado em Musicologia pela Escola de Comunicações e Artes (ECA) da Universidade de São Paulo (USP) sob orientação de José Eduardo Martins com a dissertação O Ressurgimento do violão no Século XX: Miguel Llobet, Emilio Pujol e Andrés Segovia. Doutor em 2002 também pela ECA/USP, novamente orientado pelo professor José Eduardo Martins, defendendo a tese As 12 valsas brasileiras em forma de estudos para violão de Francisco Mignone: um ciclo revisitado. Composta em 1970, essa obra permaneceu praticamente inédita até a primeira audição realizada por Edelton Gloeden durante a elaboração de sua tese de doutoramento pela ECA/USP.

## Carreira
Professor na área de música desde 1973, inicia a atividade docente no Instituto Musical de São Paulo. Leciona desde então em diversos conservatórios: Conservatório Musical Ernesto Nazareth (CMEN), Escola Municipal de Música, Instituto Musical de São Paulo, sendo docente no Departamento de Música (CMU) da ECA/USP desde 1986.
Como concertista, realiza recitais solo com música de câmara e com orquestra por todo o Brasil, além dos Estados Unidos e Europa. É também presença constante em alguns dos mais importantes festivais de música do Brasil, entre eles o Festival de Música de Ourinhos, em São Paulo, e o Festival Música nas Montanhas, em Poços de Caldas. É o idealizador, produtor e apresentador do programa Violão em Tempo de Concerto, transmitido semanalmente pela Rádio USP-FM de São Paulo, e de séries especiais realizadas para a Rádio Cultura FM de São Paulo. Entre os anos de 2008 a 2013, foi diretor artístico do Festival Internacional de Violão Leo Brouwer.
Realizou as primeiras audições mundiais de obras de compositores brasileiros, como Cláudio Santoro, Francisco Mignone, Camargo Guarnieri, Mário Ficarelli, Lina Pires de Campos e Gilberto Mendes, entre outros. Gravou os CDs Uma Festa Brasileira, com o flautista José Ananias (Paulus), Os anos 20  (EGTA) e, com o Quarteto Brasileiro de Violões, Encantamento, Essência do Brasil e Four Bach Suites for Orchestra (Delos International - EUA). Esses dois últimos foram indicados pela revista norte-americana Audiophile Audition como um dos melhores lançamentos de 2000 e 2001, respectivamente.
Gravou em 2007, com patrocínio da Petrobras, o CD duplo Retratos de Radamés em homenagem a Radamés Gnattali, com o violonista Paulo Porto Alegre.
Foi integrante da primeira formação, em 1998, do Quarteto Brasileiro de Violões, conhecido internacionalmente como Brazilian Guitar Quartet (BGQ), com quem gravou três CDs, permanecendo no grupo até 2003.
Em 2017 gravou o CD Puertas com Adélia Issa e direção musical do pianista Ricardo Ballestero pelo Selo Sesc. Entre os compositores interpretados estão Castelnuovo-Tedesco, Stephen Goss e Jorge Antunes com poemas de Hilda Hilst, Federico Garcia Lorca e William Shakespeare.
Em 2024, lançou em CD e streaming, o álbum Integrais pelo Selo Sesc, com obras de Camargo Guarnieri, Edino Krieger, Guerra-Peixe, Osvaldo Lacerda e Claudio Santoro. 

## Vida Pessoal
É casado com a cantora lírica Adélia Issa, com quem apresenta-se pelo Brasil e no exterior.

## Discografia

### Solo
- 2024 - Integrais - Selo Sesc[17]
- 2018 - 12 Valsas Brasileiras em Forma de Estudos[18]
- 1998 - Uma Festa Brasileira (com o flautista José Ananias)[19]
- 1996 - Os Anos 20[20]

### Com o Quarteto Brasileiro de Violões
Todos os CDs gravados pelo selo Delos (Estados Unidos)
- 2001 - Encantamento[3][21]
- 2000 - Four Bach Suites for Orchestra[21]
- 1999 - Essência do Brasil[22][10]

### Petrobras
- 2007 - Retratos de Radamés.[23]

### Com Adélia Issa
- 2017 - CD "Puertas", com o violonista Edelton Gloeden, interpretando canções de compositores dos séculos XX e XXI[24]

## Prêmios
2001: Prêmio Carlos Gomes, na categoria Solista Instrumental - Fundação Carlos Gomes, SP.
1975: Concurso Internacional de Violão - Prefeitura de Porto Alegre, RS. (3º colocado).
1972: 4º Seminário Internacional de Violão, na categoria Juvenil, Prefeitura de Porto Alegre, RS. (2º colocado).
1971: 1º Concurso Jovens Instrumentistas do Estado de São Paulo, Prefeitura de Piracicaba, SP. (1º colocado).